# Ritratto di Maria de' Medici
Questo ritratto di van Dyck, che si trova nel Museo di Belle Arti di Bordeaux,  raffigura Maria de' Medici, regina madre di Francia, nel 1631 esiliata assieme al figlio minore Gastone d'Orléans dall'altro figlio, il re Luigi XIII di Francia. Nel 1631 la regina arriva presso Anversa, dove il pittore lavora essendo da poco rientrato da un lungo viaggio in Italia. La regina si fa ritrarre e ci lascia la descrizione della collezione d'arte di van Dyck, comprendente numerosi dipinti di Tiziano Vecellio.